# Andrzej Pawlik (muzyk)
Andrzej Pawlik, pseud. Abaj (ur. 1952 w Krakowie, zm. 15 października 2003 w Chicago) – polski basista, muzyk sesyjny, jubiler. Młodszy brat Mariana Pawlika.

## Życiorys
Przyszedł na świat i wychował się w krakowskiej dzielnicy Podgórze. Jego ojciec był z zawodu modelarzem drzewnym i właścicielem Zakładu Form Drzewnych – grywał też na akordeonie. Matka zajmowała się dziećmi i domem. Miał troje rodzeństwa. Starszą siostrę Irenę, starszego brata Mariana i młodszego Bogdana. 
W latach 1969–1970 współpracował z krakowskimi grupami Ex Aequo i Wawele, zaś w kolejnych latach z Respektem (1970), Niebiesko-Czarnymi (1971–1972), Grupą ABC (1972–1973), Extra Ballem (1974), 2 plus 1 (1976–1978), Wolną Grupą Bukowiną i Dżamblami, gdzie zastąpił swojego brata Mariana. Jako członek zespołu instrumentalnego pod kier. Ryszarda Kruzy wziął udział w nagraniu longplaya Krzysztofa Klenczona pt. Powiedz stary, gdzieś ty był (1978). Jako basista Dżambli wystąpił w filmie dokumentującym obchody 20-lecia klubu Pod Jaszczurami pt. W Jaszczurowym herbie (TVP Kraków, 1980) oraz w programie telewizyjnym, zatytułowanym Koncert na dwa głosy (1981) (reż. Paweł Karpiński) z Ewą Bem, Andrzejem Zauchą i Zdzisławem Wardejnem w rolach głównych. 
W pierwszej połowie lat 80. zerwał ze sceną muzyczną i został jubilerem. W 1988 roku wyemigrował do Stanów Zjednoczonych.

## Dyskografia
Z zespołem Niebiesko-Czarni:
- 1972: Naga 1, Polskie Nagrania „Muza” (LP, SXL 0881)
- 1972: Naga 2, Polskie Nagrania „Muza” (LP, SXL 0882)
- 1995: Naga, Polskie Nagrania „Muza” (CD, PNCD 286)[8]

Z zespołem ABC:
- 1972-1973: Nagrania radiowe: Gdzie jest panna Klara, Polne strachy, Ogrody słońca[4]
- 2015: Idę dalej, Kameleon Records (CD, KAMCD 37)[9]
- 2015: Asfaltowe łąki, Kameleon Records (LP, KAMLP 12)[10]

Z zespołem 2 plus 1:
- 1977: Aktor, Polskie Nagrania „Muza” (LP, SX 1449)
- 1978:Teatr na drodze, Polskie Nagrania „Muza” (LP, SX 1574)

Z Krzysztof Klenczonem:
- 1978: Powiedz stary, gdzieś ty był, Pronit (LP, SX 1614)[5]

Z Dżamblami:
- 2021: Stefan Sendecki – Paranoja, GAD Records (GAD CD 161)[11]

Z Wolną Grupą Bukowiną:
- 1991: Bukowina, Pomaton (CD, POM CD 002)[12]
- 1991: Bukowina I, Pomaton (MC, POM 007)[13]
- 1991: Bukowina II, Pomaton (MC, POM 008)[14]